# تصفيات كأس العالم 2006 - ملحق آسيا وأمريكا الشمالية
الملحق القاري بين آسيا وأمريكا الشمالية المؤهلة إلى بطولة كأس العالم لكرة القدم 2006 في ألمانيا أقيم بنظام الذهاب والإياب بين :
- صاحب المركز الرابع في تصفيات آسيا منتخب البحرين .
- صاحب المركز الرابع في تصفيات أمريكا الشمالية منتخب ترينيداد وتوباغو .

تم إجراء القرعة من أجل تحديد صاحب الملعب في مباراة الذهاب في مؤتمر الاتحاد الدولي لكرة القدم في 10 سبتمبر 2005 .
فاز منتخب ترينيداد وتوباغو 2-1 في مجموع المباراتين وتأهل إلى بطولة كأس العالم .

## الملحق القاري
| الفريق الأول     | إجم. | الفريق الثاني | مباراة الذهاب | مباراة الإياب |
| ---------------- | ---- | ------------- | ------------- | ------------- |
| ترينيداد وتوباغو | 2–1  | البحرين       | 1–1           | 1–0           |

### مباراة الذهاب
| ترينيداد وتوباغو | 1 – 1     | البحرين        |
| ---------------- | --------- | -------------- |
| كريس بيرتشول 76' | (التقرير) | سلمان عيسى 72' |

### مباراة الإياب
| البحرين | 0 – 1     | ترينيداد وتوباغو |
| ------- | --------- | ---------------- |
|         | (التقرير) | دينيس لورينس 49' |